# Ljubljanska pokrajina
Ljubljanska pokrajina (tal. Provincia di Lubiana, slo. Ljubljanska pokrajina, njem. Provinz Laibach) bila je talijanska okupacijska administrativna jedinica koja je postojala na području središnje i jugoistočne Slovenije za vrijeme Drugog svjetskog rata. Administrativno središte bila je Ljubljana.
Osnovana je i anektirana 3. svibnja 1941. na okupacijskom području Kraljevine Italije, a nakon talijanske kapitulacije 1943. okupirana je od nacističke Njemačke, koja je de facto preuzela kontrolu i administraciju.
Za razliku od Nijemaca koji su u anektiranim slovenskim zemljama poput Gorenjske ili Donje Štajerske zabranili uporabu slovenskog jezika i Slovence kao njemačke državljane slali u njemačku vojsku, Talijani su na početku okupacije vodili blažu politiku prema Slovencima i Ljubljanska pokrajina imala je poseban status autonomije. Uprava bila je dvojezična i talijanski jezik uveden je kao obavezan predmet u svim školama, iako se nastava u osnovnim školama i dalje održavala na slovenskom jeziku. Značajnije slovenske ustanove poput akademija znanosti i umjetnosti, sveučilišta, kazališta itd. smjele su nastaviti s radom i nisu ukinute, a Slovenci nisu mobilizirani u talijansku vojsku.
Talijanska politika prema Slovencima, koja je izvorno bila tolerantnija od njemačke, nije bila dugotrajna i brzo je došlo do naslija prema Slovencima. Pokrenut je postupak prisilnog iseljavanja slovenskog stanovništva i Mussolinijevi ministri poput Galeazza Ciana otvoreno su komentirali namjeru da se istrijebi slovenski narod. Mnogi su stanovnici deportirani u talijanske koncentracijske logore poput Gonarsa ili Kampora na otoku Rabu. Također je ukinuta sloboda kretanja, a Ljubljana je ograničena bodljikavom žicom (današnji »Zeleni prsten«) kako bi se otežala i spriječila komunikacija između žitelja i Oslobodilačke fronte i drugih pokreta otpora.
Prestala je postojati 9. svibnja 1945. nakon partizanske pobjede, poraza osovinskih sila i oslobađanja Operativne zone Jadransko primorje.

## Administrativna podjela
Pokrajina je bila podijeljena na pet administrativnih okruga (tal. distretti), a okruzi su se sastojali od više općina i gradova:
- Okrug Ljubljana – grad Ljubljana i šire područje (ukupno 28 općina)
- Okrug Logatec (11 općina)
- Okrug Novo Mesto (31 općina)
- Okrug Črnomelj (11 općina)
- Okrug Kočevje (13 općina)